# Far Cry 6
Far Cry 6 ist ein Ego-Shooter, der von Ubisoft Toronto entwickelt wurde. Als sechster Hauptteil der Far-Cry-Spielereihe erschien es am 7. Oktober 2021 für Microsoft Windows, PlayStation 4, PlayStation 5, Xbox One, Xbox Series, Google Stadia und Amazon Luna.
Das Spiel spielt auf Yara, einer fiktiven, von Kuba inspirierten Karibikinsel, die von „El Presidente“ Antón Castillo, der seinen Sohn Diego aufzieht, als Diktatur regiert wird. Der Spieler schlüpft in die Rolle eines Guerillakämpfers, der versucht, die Insel für sein Volk zurückzuerobern.

## Gameplay
Far Cry 6 ist ein Action-Adventure-Ego-Shooter-Spiel. Das Gameplay knüpft an frühere Far-Cry-Spiele an, bei denen die Spieler behelfsmäßige Waffen und Fahrzeuge benutzen und Amigos, das neue „Fangs for Hire“-System, anheuern, um das tyrannische Regime zu stürzen. Wie auch in den vorherigen Spielen der Far-Cry-Reihe, handelt es sich auch bei Far Cry 6 um ein Open-World-Spiel, bei dem der Spieler die gesamte Welt erkunden und mit ihr interagieren kann. Hierbei ist die Spielwelt in drei Vegetationen unterteilt: Dschungel, Strände und Yaras Hauptstadt Esperanza.

## Handlung
Far Cry 6 spielt auf der fiktiven, von Kuba inspirierten Karibikinsel Yara, die als „ein in der Zeit eingefrorenes tropisches Paradies“ beschrieben wird. Sie wird von „El Presidente“ Antón Castillo (Giancarlo Esposito) regiert, einem Diktator mit voller Kontrolle über die Insel, der seinen Sohn Diego (Anthony Gonzalez), der sich seiner Zukunft nicht sicher ist, anleitet, in seine Fußstapfen zu treten. Esposito beschrieb seinen Charakter als einen Führer, der „versucht, das Volk zu befähigen, zu verstehen, dass es jetzt eine starke Führung braucht“, aber er steckt mitten in einer Revolution fest. Esposito sagte, dass Diego in eine wohlhabende Position hineingeboren worden sei, aber die Führung der Insel nicht übernehmen könne, bis sein Vater sich mit den Revolutionären auseinandergesetzt habe, und jetzt, zum Zeitpunkt des Spiels, „versucht er, seinen Sohn zu befähigen, seinen Mantel zu übernehmen und wirklich Ideen anzunehmen, die es ihm erlauben würden, zu sehen, dass er bald wahrscheinlich der nächste Führer in diesem Land sein wird“.
Der Spieler schlüpft in die Rolle eines einheimischen Yaran namens Dani Rojas, der zu Beginn des Spiels versucht Yara in Richtung Miami zu verlassen und die Widerstandsgruppe „Libertad“ erst als Mittel zur Flucht nutzen möchte sich dann aber ihnen anschließt, um bei der Revolution zu helfen. Das Geschlecht von Dani kann der Spieler zu Beginn des Spiels auswählen.

## Entwicklung
Die Produktion von Far Cry 6 lief zum Zeitpunkt der Ankündigung im Juli 2020 seit vier Jahren, wobei Ubisoft Toronto das Hauptstudio für das Spiel war. Der Narrative Director Navid Khavari sagte, dass sie begonnen hätten, über Revolutionen der Vergangenheit zu forschen. Sie seien auf die Idee der modernen Guerilla-Revolution wie der kubanischen Revolution gestoßen, die ihnen zahlreiche Ideen gab, wie sie den Spielercharakter in den Kampf gegen eine repressive Regierung treiben könnten. Dies brachte auch die Notwendigkeit zurück, dem Spielercharakter Dani Rojas eine Stimme zu geben, verglichen mit den jüngsten Far-Cry-Spielen, in denen der Protagonist stumm war. Khavari sagte: „Es war für uns wichtig sicherzustellen, dass der Protagonist eine persönliche Investition in diese Revolution hat.“ Die Verwendung von Kuba als Einfluss begründete auch die Rückkehr zu einer tropischen Umgebung, ein Merkmal der früheren Far-Cry-Spiele, und verlieh der Umgebung ein „zeitloses“ Aussehen aufgrund wirtschaftlicher Blockaden, die der Insel auferlegt worden waren und mit denen alte Fahrzeuge mit modernen Waffen gemischt wurden. Khavari verbrachte einen Monat in Kuba und sprach dort mit den Bewohnern, um das Setting zu entwickeln.
Anfang Juli 2020 wurde die Nachricht von einem neuen Far-Cry-Spiel vermutet, als der Schauspieler Giancarlo Esposito erwähnte, er habe kürzlich an einem „riesigen Videospiel“ teilgenommen, das Sprachaufnahmen und Motion Capture beinhaltete. Kurz danach tauchten Gerüchte über Leaks der Existenz von Far Cry 6 auf, darunter Screenshots, die einen Charakter zeigten, der Esposito ähnelte. Ubisoft bestätigte die Existenz des Spiels einige Tage vor der vollständigen Ankündigung durch soziale Medien und enthüllte das Spiel am 12. Juli 2020 im Ubisoft Forward Online-Event vollständig.
Neben Esposito spricht Anthony Gonzalez und wird über Motion Capture für Diego als Charaktermodell verwendet. Esposito und Gonzalez hatten die Motion-Capture- und Sprachaufnahmen für den Trailer des Spiels gemacht, bevor die Aufnahmen für die Erzählung des Spiels gemacht wurden, da dies den Entwicklern die Zeit gab, die Charaktermodelle für das Spiel selbst zu erstellen. Pedro Bromfman komponierte die Musik für das Spiel. Khavari sagte, dass sie Esposito Hintergrundmaterial zur Verfügung gestellt hätten, um ihm bei der Vorbereitung der Aufnahmen für das Spiel zu helfen, und bei diesen Sitzungen stellte er fest, dass Esposito „bereits so viele Nachforschungen auf der Grundlage des Materials, das wir ihm geschickt hatten, angestellt hatte. Er bringt seinen Figuren ein erstaunliches Einfühlungsvermögen entgegen, und er brachte Anton dasselbe Einfühlungsvermögen entgegen, das ich nicht erwartet hatte“.

### Synchronisation
| Rolle           | Englischer Sprecher | Deutscher Sprecher |
| --------------- | ------------------- | ------------------ |
| Antón Castillo  | Giancarlo Esposito  | Ronald Nitschke    |
| Vaas Montenegro | Michael Mando       | Simon Jäger        |
| Pagan Min       | Troy Baker          | Torsten Michaelis  |
| Joseph Seed     | Greg Bryk           | Johannes Berenz    |

## Veröffentlichung
Die Veröffentlichung des Spiels erfolgte am 7. Oktober 2021 für Microsoft Windows, PlayStation 4, PlayStation 5, Xbox One, Xbox Series und Google Stadia. Nachträglich erschienen die Erweiterungen Vaas Insanity und Lost Between Worlds.

## Rezeption
Far Cry 6 erhielt überwiegend durchschnittliche bis positive Bewertungen. Die Rezensionsdatenbank Metacritic aggregiert Rezensionen der PS5-, PC- sowie Xbox-Series-X-Version zu Mittelwerten zwischen 75 und 80 von 100 Punkten.

„Ich dachte eigentlich, ich kenne mich mit Far Cry aus. Immerhin habe ich die vorangegangenen Spiele rauf und runter gespielt. Far Cry 6 hat es aber dann irgendwie geschafft, so gut wie alles zu verschlimmbessern. Selbst als Veteran habe ich über die unzähligen Missionen, Optionen, Menüs, Gadgets und Anpassungsmöglichkeiten irgendwann den Überblick verloren. Und dann habe ich mich irgendwann einfach dazu entschieden, das alles zu ignorieren und es so zu spielen, wie ich möchte.“

„Inbesondere [sic] nach Teil fünf stellt Far Cry 6 eine spürbare Steigerung für die Reihe dar. Die Geschichte blamiert sich nicht, verkneift sich übernatürliche Auswüchse, allzu lächerliche Charaktere und Satire, die nicht weiß, was sie eigentlich sagen will. Der Inselstaat Yara ist wunderschön, die Missionen und Fraktionen, mit denen ihr euch auseinandersetzt, unterschiedlich genug und eure Mittel überwiegend bekannt, aber spaßig einzusetzen. Wingsuit, Fallschirm, Enterhaken, alles nicht neu, aber immer noch cooles Zeug. Dazu unfassbar viele Icons, um sie von der Karte zu wischen.“

„Nachdem mich Far Cry 5 mit seiner dämlichen Story beinahe schon in meiner Intelligenz beleidigt hatte und New Dawn an noch mehr Stellen krankte, ging ich zunächst mit einer gewissen Skepsis an den neuen Teil heran. Es gab in meinen Augen einiges gut zu machen. Was soll ich sagen, Far Cry 6 hat eindrucksvoll abgeliefert. Das Spiel gefällt mir in vielen Aspekten deutlich besser als die Vorgänger.“

Die südamerikanische Niederlassung der Tierschutzorganisation PETA kritisierte die Darstellung von Hahnenkämpfen im Spiel als „Glorifizierung von Gewalt gegen Tiere“. Auch Spieler übten vereinzelt Kritik.